# 桶仔雞
桶仔雞，又叫甕仔雞、甕缸雞、甕窯雞或窯烤雞，為一種烤雞，因燒烤時將雞放入鐵桶或甕缸而得名，是一種台灣料理。端上餐桌後要將整隻雞戴著棉手套現拆，屬於一種手扒雞。沾料常附上胡椒鹽、烤雞時所流下的風味雞油。
販賣店家多半見於郊野山間，店外堆著炭袋或木柴，高豎紅字招牌，排著瓦缸或窯爐。也常見於路邊與菜市場。

## 作法
用圓柱形鐵桶把醃製過的全雞以懸吊的方式掛在桶中，桶口加蓋，下面用碳火燻烤。

## 註記
1. ↑  多數是必須客人自己手扒，不過一些店家亦會提供手扒或切雞服務。